# جيف كوك (كرة سلة)
جيف كوك (بالإنجليزية: Jeff Cook)‏ مواليد 21 أكتوبر 1956 في ويست كوفينا، هو لاعب كرة سلة أمريكي معتزل. بدأ مسيرته الاحترافية في سنة 1978. تم اختياره من قبل فريق سكرامنتو كينغز خلال الدرافت. يبلغ طوله 6 قدم 10 بوصة (2.1 م). اعتزل اللعب في 1991. أحرز خلال مسيرته في الإن بي إيه 2734 نقطة بمعدل 5.3 نقاط في المباراة الواحدة.

## المسيرة الاحترافية
لعب مع فينيكس صنز من سنة 1979 إلى 1983، ثم لعب مع كليفلاند كافالييرز في سنة 1983، ثم لعب مع سان أنطونيو سبرز في سنة 1986، ثم لعب مع يوتا جاز في سنة 1986، ثم لعب مع فينيكس صنز في موسم 1987–1988، ثم لعب مع نادي موناكو لكرة السلة في موسم 1990–1991.

## روابط خارجية
- جيف كوك على موقع إن بي أي (الإنجليزية)
- جيف كوك على موقع سبورتس رفرنس (الإنجليزية)
- جيف كوك على موقع كلية كرة السلة في سبورتس رفرنس.كوم (الإنجليزية)
- جيف كوك على موقع ريلجم (الإنجليزية)
- جيف كوك على موقع بروبوليرز (الإنجليزية)